# Дзета-функции

В математике дзета-функция — обычно функция, родственная или аналогичная дзета-функции Римана {\displaystyle \zeta (s)=\sum _{n=1}^{\infty }{\frac {1}{n^{s}}}.}
Категория дзета-функций включает:
- Дзета-функция Артина-Мазура[англ.] в динамических системах и фракталах.
- Дзета-функция Барна[англ.].
- Дзета-функция Берлинга[англ.].
- Дзета-функция Вейерштрасса[англ.] — функция связанная с эллиптическими функциями и не связанная с дзета-функцией Римана.
- Дзета-функция Хассе — Вейля в алгебраических многообразиях.
- Дзета-функция Госса[англ.] в теории функциональных полей.
- Дзета-функция Гурвица — обобщение дзета-функции Римана.
- Дзета-функция Дедекинда в теории поля.
- Дзета-функция Игусы[англ.].
- Дзета-функция Ихары[англ.] на графах.
- Дзета-функция Лерха[англ.] обобщение дзета-функции Римана.
- Дзета-функция Лефшеца[англ.] в динамических системах.
- Дзета-функция Мацумото[англ.].
- Дзета-функция Минакшисундарама-Плейеля[англ.].
- Дзета-функция мотивов[англ.] в теории мотивов
- Дзета-функция нескольких переменных[англ.].
- Дзета-функция Римана.
- Дзета-функция Сельберга[англ.].
- Дзета-функция Уиттена[англ.].
- Дзета-функция Шинтани[англ.].
- Дзета-функция Эйри[англ.], связанная с нулями функции Эйри.
- Дзета-функция Эпштейна[англ.] квадратичной формы.
- Дзета-функция Якоби[англ.] — функция связанная с эллиптическими функциями и не связанная с дзета-функцией Римана.
- Локальная дзета-функция теории чисел